# بورل (دهانه)
بورل یک دهانه برخوردی در ماه است.